# Atletica leggera ai Giochi della XVIII Olimpiade - Staffetta 4×100 metri maschile

Video della Finale (film ufficiale dei Giochi)

La competizione della staffetta 4×100 metri maschile di atletica leggera ai Giochi della XVIII Olimpiade si è disputata nei giorni 20 e 21 ottobre 1964 allo Stadio Nazionale di Tokyo.

## Risultati

### Turni eliminatori
| 3 Batterie   | 20 ottobre | 21 partenti | Si qualificano le primi 4, più i migliori tempi. |
| 2 Semifinali | 20 ottobre | 8 + 8       | Si qualificano le primi 4.                       |
| Finale       | 21 ottobre | 8 squadre   |                                                  |

### Batterie
| Pos. | Nazione       | Atleti                                                                   | Tempo |
| ---- | ------------- | ------------------------------------------------------------------------ | ----- |
| 1    | Italia        | Livio Berruti, Ennio Preatoni Sergio Ottolina, Pasquale Giannattasio     | 39"7  |
| 2    | Polonia       | Andrzej Zieliński, Wiesław Maniak Marian Foik, Marian Dudziak            | 39"9  |
| 3    | Gran Bretagna | Peter Radford, Ron Jones Menzies Campbell, Lynn Davies                   | 40"1  |
| 4    | Ungheria      | Csaba Csutorás, László Mihályfi Gyula Rábai, Huba Rozsnyai               | 40"3  |
| 5    | Nigeria       | Folu Erinle, James Stephen Omagbemi Lawrence Okoroafor, Miguel Ebreo     | 40"4  |
| 6    | Malaysia      | Mazlan Hamzah, John Daukom Canagasabai Kunalan, Manikavasagam Jegathesan | 41"4  |
| DQ   | Iraq          | Samir Vincent, Khalid Tawfik Lazim Khudhir Zalata, Jassim Karim Kuraishi |       |

| Pos. | Nazione     | Atleti                                                                  | Tempo |
| ---- | ----------- | ----------------------------------------------------------------------- | ----- |
| 1    | Stati Uniti | Paul Drayton, Gerry Ashworth Dick Stebbins, Bob Hayes                   | 39"8  |
| 2    | Venezuela   | Arquímedes Herrera, Lloyd Murad Rafael Romero, Hortensio Fucil          | 40"1  |
| 3    | Germania    | Heinz Erbstößer, Rainer Berger Peter Wallach, Volker Löffler            | 40"2  |
| 4    | Senegal     | Bassirou Doumbia, Malick Diop Alioune Sow, Malang Mané                  | 40"5  |
| 5    | India       | Makhan Singh, Ken Powell Rajasekaran Pichaya, Anthony Coutinho          | 40"6  |
| 6    | Giappone    | Masaru Kamata, Kiyoshi Asai Yojiro Muro, Hideo Iijima                   | 41"0  |
| 7    | Thailandia  | Suthi Manyakass, Maitri Vilaikit Chalit Kanitasut, Taweesit Arjtaweekul | 41.8  |

| Pos. | Nazione          | Atleti                                                            | Tempo |
| ---- | ---------------- | ----------------------------------------------------------------- | ----- |
| 1    | Francia          | Paul Genevay, Bernard Laidebeur Claude Piquemal, Jocelyn Delecour | 39"8  |
| 2    | Giamaica         | Pablo McNeil, Patrick Robinson Lynn Headley, Dennis Johnson       | 40"1  |
| 3    | Unione Sovietica | Ėdvin Ozolin, Boris Zubov Gusman Kosanov, Borys Savchuk           | 40"1  |
| 4    | Australia        | Bob Lay, Eric Bigby Bill Earle, Gary Holdsworth                   | 40"6  |
| 5    | Ghana            | Mike Ahey, Ebenezer Addy Stanley Allotey, Michael Okantey         | 40"8  |
| 6    | Uganda           | Samuel Amukun, James Odongo Amos Omolo, Aggrey Awori              | 41"4  |
| 7    | Filippine        | Miguel Ebreo, Claro Pellosis Rogelio Onofre, Arnulfo Valles       | 41.7  |

### Semifinali
| Pos. | Nazione       | Atleti                                                               | Tempo |
| ---- | ------------- | -------------------------------------------------------------------- | ----- |
| 1    | Stati Uniti   | Paul Drayton, Gerry Ashworth Dick Stebbins, Bob Hayes                | 39"5  |
| 2    | Francia       | Paul Genevay, Bernard Laidebeur Claude Piquemal, Jocelyn Delecour    | 39"6  |
| 3    | Giamaica      | Pablo McNeil, Patrick Robinson Lynn Headley, Dennis Johnson          | 39"6  |
| 4    | Gran Bretagna | Peter Radford, Ron Jones Menzies Campbell, Lynn Davies               | 40"1  |
| 5    | Australia     | Bob Lay, Eric Bigby Bill Earle, Gary Holdsworth                      | 40"1  |
| 6    | Nigeria       | Folu Erinle, James Stephen Omagbemi Lawrence Okoroafor, Miguel Ebreo | 40"1  |
| 7    | Ungheria      | Csaba Csutorás, László Mihályfi Gyula Rábai, Huba Rozsnyai           | 40.3  |
| 8    | Ghana         | Mike Ahey, Ebenezer Addy Stanley Allotey, Michael Okantey            | 40.7  |

| Pos. | Nazione          | Atleti                                                               | Tempo |
| ---- | ---------------- | -------------------------------------------------------------------- | ----- |
| 1    | Italia           | Livio Berruti, Ennio Preatoni Sergio Ottolina, Pasquale Giannattasio | 39"6  |
| 2    | Polonia          | Andrzej Zieliński, Wiesław Maniak Marian Foik, Marian Dudziak        | 39"6  |
| 3    | Venezuela        | Arquímedes Herrera, Lloyd Murad Rafael Romero, Hortensio Fucil       | 39"6  |
| 4    | Unione Sovietica | Ėdvin Ozolin, Boris Zubov Gusman Kosanov, Borys Savchuk              | 39"7  |
| 5    | Germania         | Heinz Erbstößer, Rainer Berger Peter Wallach, Volker Löffler         | 40"1  |
| 6    | Senegal          | Bassirou Doumbia, Malick Diop Alioune Sow, Malang Mané               | 40"2  |
| 7    | India            | Makhan Singh, Ken Powell Rajasekaran Pichaya, Anthony Coutinho       | 40"5  |
| 8    | Giappone         | Masaru Kamata, Kiyoshi Asai Yojiro Muro, Hideo Iijima                | 40"6  |

## Finale
All'ultimo cambio la Polonia si presenta davanti a tutti sul rettilineo finale. Robert Hayes, l'ultimo frazionista degli USA, si scatena in un allungo irresistibile, recupera e vince di 3 metri. Una prestazione mai vista in atletica leggera. La nazionale americana stabilisce il nuovo record del mondo.
I tempi parziali non sono stati cronometrati, ma esaminando il filmato della gara si può ritenere che Hayes abbia corso la sua frazione in meno di 9 secondi. È il primo uomo a farlo, impresa assolutamente eccezionale all'epoca.
| Pos.    | Nazione          | Atleti                                                               | Tempo |
| ------- | ---------------- | -------------------------------------------------------------------- | ----- |
| Oro     | Stati Uniti      | Paul Drayton, Gerry Ashworth Dick Stebbins, Bob Hayes                | 39"0  |
| Argento | Polonia          | Andrzej Zieliński, Wiesław Maniak Marian Foik, Marian Dudziak        | 39"3  |
| Bronzo  | Francia          | Paul Genevay, Bernard Laidebeur Claude Piquemal, Jocelyn Delecour    | 39"3  |
| 4       | Giamaica         | Pablo McNeil, Patrick Robinson Lynn Headley, Dennis Johnson          | 39"4  |
| 5       | Unione Sovietica | Ėdvin Ozolin, Boris Zubov Gusman Kosanov, Borys Savchuk              | 39"4  |
| 6       | Venezuela        | Arquímedes Herrera, Lloyd Murad Rafael Romero, Hortensio Fucil       | 39"5  |
| 7       | Italia           | Livio Berruti, Ennio Preatoni Sergio Ottolina, Pasquale Giannattasio | 39"5  |
| 8       | Gran Bretagna    | Peter Radford, Ron Jones Menzies Campbell, Lynn Davies               | 39"6  |